# Rosemarie DeWitt
Pour les articles homonymes, voir DeWitt.
Rosemarie Braddock DeWitt est une actrice américaine née le 26 octobre 1971 dans le Queens, à New York (États-Unis).

## Biographie
Rosemarie Braddock DeWitt est la petite-fille de James J. Braddock, champion de boxe dans les années 1930.
Elle a grandi à Hanover Township, dans le New Jersey, et a étudié à l'école de Whippany Park High School. Elle a étudié à l'université Hofstra, où elle a été membre de la fraternité des Alpha Phi. Elle a étudié l'art au The Actors Center à New York.
Elle débute à Broadway et au cinéma en 2004 dans le film Fresh Cut Grass.
Elle se marie avec Ron Livingston en 2013 à San Francisco. Ils adoptent une fille, Gracie James Livingston, née le 29 avril 2013.

## Filmographie

### Cinéma
- 2004 : Fresh Cut Grass : une actrice
- 2005 : The Great New Wonderful : Debbie (segment David and Allison's Story)
- 2005 : De l'ombre à la lumière (Cinderella Man) : Sara Wilson
- 2005 : Buy It Now : Mom
- 2006 : Doris : Doris
- 2006 : Off the Black : Debra
- 2007 : Purple Violets : Murph's Hamptons fling
- 2008 : Afterschool : une professeur
- 2008 : Rachel se marie (Rachel Getting Married) : Rachel
- 2009 : Tenure : Beth
- 2009 : How I Got Lost : Leslie
- 2010 : The Company Men : Maggie Walker
- 2011 : Margaret : Mme Marretti
- 2011 : A Little Bit of Heaven : Renee Blair
- 2012 : La Drôle de vie de Timothy Green
- 2012 : Voisins du troisième type (The Watch) : Abby
- 2012 : Promised Land de Gus Van Sant : Alice
- 2012 : Ma meilleure amie, sa sœur et moi (Your Sister's Sister) de Lynn Shelton : Hannah
- 2014 : Kill the Messenger de Michael Cuesta : Susan Webb
- 2014 : Poltergeist : Amy Bowen
- 2014 : Men, Women & Children de Jason Reitman : Rachel Truby
- 2016 : La La Land : Laura
- 2024 : Le Silence de Mélodie de Amber Sealey : Diane Brooks
- 2024 : Smile 2 de Parker Finn (en) : Elizabeth Riley

### Télévision

#### Séries télévisées
- 2001 : New York, unité spéciale (Law and Order: Special Victims Unit) : Gloria Palmera (saison 2, épisode 13 : Les Victimes)
- 2003 : Sex and the City : Fern (saison 6, épisode 6 Une star est née)
- 2005 : Rescue Me : Les Héros du 11 septembre (Rescue Me) : Heather (2 épisodes)
- 2006 : Shut Up and Sing : Dana
- 2006 : Love Monkey : Abby Powell (saison 1, épisode 5 The Window)
- 2006-2007 : Standoff : Les Négociateurs (Standoff) : Emily Lehman
- 2007 : Queens Supreme : Rona Heller (saison 1, épisode 12 That Voodoo That You Do)
- 2007-2010 : Mad Men : Midge Daniels
- 2009-2011: United States of Tara : Charmaine
- 2016-2017 : Le Dernier Seigneur (The Last Tycoon) : Rose Brady
- 2017 : Black Mirror : Marie (saison 4, épisode 2 Arkangel)
- 2018 : Arizona : Cassie
- 2019 : Les Derniers Jours de Monsieur Brown (The Professor) : Veronica Brown
- 2022 : The Staircase : Candace Hunt Zamperini
- 2024- : The Boys : Daphne Campbell

#### Téléfilm
- 2005 : The Commuters : Trisha

## Distinctions
| Film ou série          | Distinction                                   | Catégorie                             | Résultat   |
| ---------------------- | --------------------------------------------- | ------------------------------------- | ---------- |
| Rachel se marie (2008) | Chicago Film Critics Association              | Meilleur second rôle féminin          | Nomination |
| Rachel se marie (2008) | Detroit Film Critics Society                  | Meilleur second rôle féminin          | Nomination |
| Rachel se marie (2008) | Detroit Film Critics Society                  | Meilleur nouveau talent               | Nomination |
| Rachel se marie (2008) | Gotham Awards                                 | Meilleure découverte                  | Nomination |
| Rachel se marie (2008) | Satellite Awards                              | Meilleure actrice dans un second rôle | Lauréat    |
| Rachel se marie (2008) | Utah Film Critics Association                 | Meilleur second rôle féminin          | Lauréat    |
| Rachel se marie (2008) | Festival international du film de Toronto     | Meilleur second rôle féminin          | Lauréat    |
| Rachel se marie (2008) | Film Independent's Spirit Awards              | Meilleure actrice dans un second rôle | Nomination |
| Rachel se marie (2008) | Washington D.C. Area Film Critics Association | Meilleur second rôle féminin          | Lauréat    |